# Federal jurisdiktion i USA
Federal jurisdiktion i USA innebär att det berör ett område där USA:s kongress har befogenhet att stifta lag i enlighet med USA:s konstitution, vilket får till följd att den federala statsmakten och dess rättsvårdande myndigheter har laga befogenhet att utreda, åtala och döma. Ytterst är det USA:s högsta domstol som uttolkar hur och vad som den federala jurisdiktionen innefattar. 
Sedan 1900-talets början har den federala jurisdiktionen ökat, från att ha varit nästan obefintlig i början av seklet till införandet av Patriot Act efter 11 september-attackerna 2001, där allt fler brott numera faller inom ramen för federal jurisdiktion.
Relationer till andra suveräna stater ligger under federal jurisdiktion, samt i vissa fall förhållandet till de inhemska indiannationerna. Rätten att förklara krig tillfaller också kongressen.

## Brott
Exempel på brott som ligger under federal jurisdiktion:
- Om offret är:
  - en person anställd av federala statsmakten
  - en utländsk diplomat ackrediterad i USA, till exempel Sveriges ambassadör i USA
- Brott mot federal lagstiftning
- Ett brott som korsar delstatsgränser, ett exempel kan vara hotbrev som skickas från en stat till en annan, ett annat kan vara kidnappningar, där offret flyttas mellan delstaterna.
- Om handel mellan delstaterna påverkas
- Brott eller hot mot USA:s nationella säkerhet
- Brott som inte inträffar i någon delstat, till exempel:
  - i District of Columbia
  - ombord på USA-flaggade handels- och örlogsfartyg
  - om brottet inträffar på federal egendom
- Brott utfört av militär personal i federal tjänstgöring (se Uniform Code of Military Justice)
- Brott mot amerikanska medborgare utanför USA